# Bambusa malingensis
Bambusa malingensis är en gräsart som beskrevs av Mcclure. Bambusa malingensis ingår i släktet Bambusa och familjen gräs.
Artens utbredningsområde är Hainan (Kina). Inga underarter finns listade i Catalogue of Life.